# 盲人律師
《盲人律師》（英語：Invisible Justice），是一部於2019年上映的台灣劇情片，改編自臺灣美國無線電公司污染案義務律師李秉宏故事，基督徒洪成昌導演兼編劇，張哲豪、班鐵翔、陸羿靜、馬友芯、陳家逵、朱詩敏領銜主演，2017年12月9日在基督教台灣信義會士林真理堂舉行開鏡見證分享記者會，2019年10月18日於台灣上映。

## 演員列表
| 演員姓名 | 角色名稱     | 介紹 |
| 張哲豪   | 李政鴻       |      |
| 班鐵翔   | 趙定邦       |      |
| 陸弈靜   | 鄭秀英       |      |
| 馬友芯   | 葉淑婷       |      |
| 陳家逵   | 楊道則       |      |
| 朱詩敏   | 陸希芙(Lucy) |      |

## 外部連結
- 盲人律師的Facebook專頁